# Goerodes nudatus
Goerodes nudatus är en nattsländeart som först beskrevs av Navás 1931.  Goerodes nudatus ingår i släktet Goerodes och familjen kantrörsnattsländor. Inga underarter finns listade i Catalogue of Life.